# Megaselia hartfordensis
Megaselia hartfordensis är en tvåvingeart som beskrevs av Ronald Henry Lambert Disney 1983. Megaselia hartfordensis ingår i släktet Megaselia och familjen puckelflugor. Inga underarter finns listade i Catalogue of Life.